# Chioné fille de Borée
Pour les articles homonymes, voir Chioné.
 (septembre 2014).
Dans la mythologie grecque, Chioné (en grec ancien Χιόνη / Khiónê, de χιών / khiốn, « neige ») est une déesse, fille de Borée (dieu du vent du Nord) et d'Orithye (princesse d'Athènes). D'après son nom, elle est sans doute associée à l'hiver, ce qui fait d'elle la déesse du froid, de la neige et de la glace.[réf. nécessaire]
Chioné s'unit à Poséidon et donne le jour à Eumolpos. Mais elle jette son fils à la mer pour éviter la colère de Borée : l'enfant est alors recueilli par Poséidon, qui le confie à Benthésicymé.
Elle est aussi parfois donnée comme la mère de Priape.

## Dans la fiction
- C. S. Lewis, l'auteur de la saga Le Monde de Narnia, s'est inspiré en partie de Chioné pour créer les pouvoirs de la Sorcière Blanche (personnage).
- R.J.P Toreille, l'auteur de la saga Raphaël, s'est inspiré de Chioné, pour créer la famille royale de Réas sur leurs codes vestimentaires et leurs pouvoirs.
- R. Riordan, l'auteur de la saga Héros de l'Olympe, fait apparaître Chioné dans Le Héros perdu (tome 1) et La maison d'Hadès (tome 4)
- Liquid Ox, artiste peintre et plasticienne, s’inspire de son histoire pour créer l’œuvre qui portera son nom.

## Sources
- Pseudo-Apollodore, Bibliothèque [détail des éditions] [lire en ligne], III, 15, 4.
- Hygin, Fables [détail des éditions] [(la) lire en ligne], CLVII.
- Pausanias, Description de la Grèce [détail des éditions] [lire en ligne], I, 38, 2 ; III, 15, 2-4